# Cebrennus kochi
Cebrennus kochi är en spindelart som först beskrevs av O. Pickard-Cambridge 1872.  Cebrennus kochi ingår i släktet Cebrennus och familjen jättekrabbspindlar.
Artens utbredningsområde är Israel. Inga underarter finns listade i Catalogue of Life.